# Бзыбский храм
Бзыбский храм (абх. Бзыҧтәи аныхабаа, груз. ბზიფის ტაძარი) — руинированная средневековая православная церковь в селе Бзыбта в Абхазии, в Гагрском районе частично признанной Республики Абхазия, согласно административному делению Грузии — в Гагрском муниципалитете Абхазской Автономной Республики. Расположена на правом берегу реки Бзыбь. Храм является частью комплекса Бзыбской крепости и датируется второй половиной IX или X веком — эпохой Абхазского царства.

## Описание
Церковь представляет собой большое крестово-купольное сооружение, вписанное в наружный прямоугольник стен, с тремя выступающими апсидами гранёными. Сохранились только руины стен, покрытых обтесанными каменными глыбами. Кое-где можно обнаружить фрагменты орнамента. По своей архитектуре Бзыбский храм схож с храмом Цандрыпша.
Центральная апсида храма имеет снаружи пять граней и три алтарных окна; боковые апсиды — трёхгранные с одним окном. Внутри храм был разделён на девять отрезков с четырьмя парами колонн, на которых покоился барабан купола. Переход от квадратного основания к кругу купола осуществлялся посредством системы парусов. Снаружи купол и барабан имели форму восьмигранников. Храм заметно удлинён на восток благодаря виме и полукругу апсиды. У храма три входа: с севера, юга и запада; ко всем были пристроены притворы. Двери и окна декорированы рельефами в виде кручёного жгута и концентрических кругов. В арочном навершии верхнего окна южного фасада сохранилась плита с рельефным изображением трёх крестов.
Руины храма расположены в верхней части разрушенной крепости, нижнюю часть которой когда-то пересекала старая дорога. Крепость занимала важное стратегическое положение, позволяющее контролировать Бзыбскую долину, по которой проходил один из перевальных путей на Северный Кавказ. К востоку от Бзыбского храма видны остатки другой старой церкви.
В 2007 году церковь была включена в список недвижимых культурных памятников национального значения Грузии. Грузинские специалисты сообщают о ненадлежащем состоянии консервации.

## Рекомендации
1. ↑  Данный объект расположен в Абхазии, являющейся спорной территорией. Согласно административному делению Грузии, спорную территорию занимает Абхазская Автономная Республика. Фактически спорную территорию занимает частично признанное государство Республика Абхазия.
2. 1 2  Cultural Heritage in Abkhazia (англ.) / Gelenava, Irakli. — Tbilisi: Meridiani, 2015. — P. 22. Архивировано 14 марта 2017 года.
3. 1 2  Khroushkova, Liudmila. Les monuments chrétiens de la côte orientale de la Mer Noire: Abkhazie, IVe-XIVe siècles (фр.). — Brepols[англ.], 2006. — P. 317. — ISBN 2503523870.
4. 1 2  Бзыбская крепость и Бзыбский храм. anyha.org. Официальный сайт Священной Митрополии Абхазии. Дата обращения: 31 августа 2019. Архивировано из оригинала 31 августа 2019 года.
5. ↑  Абхазы. — М.: Наука, 2007. — с. 265.
6. ↑  List of Immovable Cultural Monuments (груз.). National Agency for Cultural Heritage Preservation of Georgia. Дата обращения: 3 июля 2019. Архивировано 12 мая 2019 года.